# Robert Kozielski
Robert Kozielski (ur. 5 września 1968 w Łodzi) – były polski piłkarz, obecnie profesor Uniwersytetu Łódzkiego. Był stypendystą Programu Fulbrighta (w l. 2005-2006 na Willamette University w USA).
Podczas swojej przygody z piłką nożną występował na pozycji środkowego napastnika. Wychowanek łódzkiego Orła w 1988 roku został ściągnięty do ŁKS-u przez Leszka Jezierskiego. W ligowym debiucie zaliczył hat-tricka, w meczu przeciwko Stali Mielec. W barwach Rycerzy Wiosny rozegrał 21 spotkań, strzelając przy tym 5 goli. Karierę zakończył w 1990 roku, głównie z powodów zdrowotnych.
W 2022 odznaczony Krzyżem Kawalerskim Orderu Odrodzenia Polski